# Ontario Scotties Tournament of Hearts
Ontario Scotties Tournament of Hearts – prowincjonalne mistrzostwa kobiet Ontario w curlingu, zwycięska drużyna występuje jako reprezentacja prowincji na Tournament of Hearts. Pierwsza edycja miała miejsce w 1956, mistrzostwa kraju rozgrywane są od 1961.

## Format gry
W rywalizacji na poziomie prowincjonalnym rozgrywanej sposobem kołowym bierze udział 10 zespołów:
- Northern Ontario: 4 najlepsze drużyny turnieju Northern Ontario Provincials. Jest to turniej otwarty, zależnie od ilości zgłoszonych drużyn rozgrywany metodą kołową lub triple knockout.
- Southern Ontario: 6 zespołów. Ta część prowincji podzielona jest podobnie jak u mężczyzn na 16 stref, po 4 w każdym regionie. Z turniejów w każdej strefie wyłaniane są dwie najlepsze drużyny, które uczestniczą w rozgrywkach międzyregionalnych (1-2 lub 3-4), tam wyłaniane są również dwie najlepsze zespoły uczestniczące już w rozgrywkach prowincjonalnych. Dodatkowo dwa miejsca przypadają dla zespołów uczestniczących w Challenge Round. Wszystkie etapy rozgrywa się poprzez double knockout.

## Mistrzynie Ontario
| Rok  | Miasto, klub                                       | Czwarta           | Trzecia           | Druga               | Otwierająca         | Pozycja na ToH |
| ---- | -------------------------------------------------- | ----------------- | ----------------- | ------------------- | ------------------- | -------------- |
| 1956 | Toronto, Toronto Granite Club                      | Emily Woolley     | Dadie Smith       | H. Coon             | Jane Clark          | x              |
| 1957 | Waterloo, K-W Granite Club                         | Edna Teskey       | Jean Beardsley    | Veryl Finlay        | Anne Trussler       | x              |
| 1958 | Toronto, Toronto Granite Club                      | Emily Woolley     | Dadie Smith       | H. Coon             | Jane Clark          | x              |
| 1959 | Toronto, Toronto Granite Club                      | Emily Woolley     | Barbara Gibson    | Jane Clark          | Mary Mills          | x              |
| 1960 | Huntsville, Huntsville Curling Club                | Vera Armstrong    | Marjorie Ireland  | Mardi MacDonald     | Murdo Cameron       | x              |
| 1961 | Toronto, Toronto Granite Club                      | Emily Woolley     | Dadie Smith       | Barbara Gibson      | Jane Clark          | 5.             |
| 1962 | Toronto, St. George’s Golf and Country Club        | Fern Irwin        | Jane Hanna        | Erva Law            | Ethel Garland       | 5.             |
| 1963 | Toronto, Toronto Granite Club                      | Emily Woolley     | Dadie Smith       | Jane Clark          | Mary Mills          |                |
| 1964 | Ottawa, RCN Curling Club                           | Helen Hanright    | Lyllis Fulton     | Louise Denny        | Russ Manning        | 6.             |
| 1965 | Mississauga, Dixie Curling Club                    | Fern Irwin        | Regina Johnson    | Erva Law            | Fern MacDonald      | 4.             |
| 1966 | Kenora, Kenora Curling Club                        | June Shaw         | Shirley Wiebe     | Dorothy Holmgren    | Joan LeCain         | 5.             |
| 1967 | Kenora, Kenora Curling Club                        | June Shaw         | Shirley Wiebe     | Dorothy Holmgren    | Joan LeCain         | 4.             |
| 1968 | Dryden, Dryden Curling Club                        | Peggy Wherrett    | Shirley Lake      | Doreen McKay        | Audrey Tew          | 7.             |
| 1969 | Kenora, Kenora Curling Club                        | June Shaw         | Shirley Wiebe     | Faye Devins         | Dorothy Holmgren    |                |
| 1970 | Kingston, Kingston Curling Club                    | Kay O’Neill       | Thelma Graves     | Shirley Keeley      | Doreen Main         | 5.             |
| 1971 | Thunder Bay, Thunder Bay Curling Club              | Helen Sillman     | Norma Knudson     | Elaine Tetley       | Marilyn Walker      | 4.             |
| 1972 | Thunder Bay, Thunder Bay Curling Club              | Helen Sillman     | Norma Knudson     | Marilyn Walker      | Elaine Tetley       | 8.             |
| 1973 | Arnprior, Arnprior Curling Club                    | Isabel Munro      | Thelma Lindsay    | Geraldine Macklem   | Vyvienne Johnston   |                |
| 1974 | Ottawa, RA Centre                                  | Dawn Ventura      | Alma Millikin     | Sharon Skinner      | Joyce Potter        | 4.             |
| 1975 | London, Ivanhoe Curling Club                       | Bea Cole          | Brenda Essery     | Jane Chalmers       | Deanne Buchan       | 7.             |
| 1976 | Ottawa, RA Centre                                  | Dawn Ventura      | Cathy Craig       | Lorie Mackie        | Rhea Pilon          |                |
| 1977 | Toronto, Humber Highland Curling Club              | Nini Mutch        | Wyn Hushagen      | Doris McKenzie      | Rosina Lewicke      |                |
| 1978 | Forest, Forest City Curling Club                   | Sheila Seltzer    | Louise Davison    | Jane Chalmers       | Marlene Linton      | 6.             |
| 1979 | Toronto, Boulevard Club                            | Pat Reid          | Sandi Morton      | Carmel O’Malley     | Linda Stoyka        | 8.             |
| 1980 | St. Catharines, St. Catharines Golf & Country Club | Christine Bodogh  | Marilyn Darte     | Norma Quesnell      | Mary Gellard        |                |
| 1981 | Sudbury Curling Club                               | Sheila Seltzer    | Brenda Buchanan   | Marcia Poulin       | Beth Dykalski       | 6.             |
| 1982 | Toronto, Royal Canadian Curling Club               | Carol Thompson    | Lynn Reynolds     | Lindy Marchuk       | Wendy Inouye        | 6.             |
| 1983 | Thunder Bay, Fort William Curling Club             | Anne Provo        | Lorraine Lang     | Marlene Delorenzi   | Valerie Adams       | 9.             |
| 1984 | Toronto, Humber Highland Curling Club              | Jill Greenwood    | Yvonne Smith      | Cynthia Kane        | Fran Gareau         | 6.             |
| 1985 | Windsor, Roseland Curling Club                     | Pam Leavitt       | Susan Bell        | Beverly Mainwaring  | Debbie Brosseau     | 9.             |
| 1986 | St. Catharines, St. Catharines Curling Club        | Marilyn Darte     | Kathy McEdwards   | Christine Jurgenson | Jan Augustyn        |                |
| 1987 | Toronto, Royal Canadian Curling Club               | Carol Thompson    | Anne Dunn         | Kimberley Duck      | Lindy Crawford      | 6.             |
| 1988 | Lakehead Curling club                              | Heather Houston   | Lorraine Lang     | Diane Adams         | Tracy Kennedy       |                |
| 1989 | Toronto, Humber Highland Curling Club              | Jill Greenwood    | Yvonne Smith      | Carol Davis         | Fran Gareau         | 10.            |
| 1990 | Thornhill, Bayview Country Club                    | Alison Goring     | Kristen Turcotte  | Andrea Lawes        | Cheryl McPherson    |                |
| 1991 | Thunder Bay, Fort William Curling Club             | Heather Houston   | Lorraine Lang     | Diane Adams         | Diane Pushkar       |                |
| 1992 | Thunder Bay, Port Arthur Curling Club              | Kimberley Clark   | Tracy Kennedy     | Patty Wilson        | Peggy Barrette      | 8.             |
| 1993 | Ottawa, Riedeau Curling Club                       | Anne Merklinger   | Theresa Breen     | Patti McKnight      | Audrey Frey         |                |
| 1994 | Ottawa, Riedeau Curling Club                       | Anne Merklinger   | Theresa Breen     | Patti McKnight      | Audrey Frey         | 9.             |
| 1995 | Thornhill, Bayview Country Club                    | Alison Goring     | Christine McCrady | Diane McLean        | Mary Bowman         | 5.             |
| 1996 | St. Catharines, St. Catharines Curling Club        | Marilyn Bodogh    | Kim Gellard       | Corie Beveridge     | Jane Hooper-Perroud |                |
| 1997 | Thornhill, Bayview Country Club                    | Alison Goring     | Lori Eddy         | Kim Moore           | Mary Bowman         |                |
| 1998 | Ottawa, Riedeau Curling Club                       | Anne Merklinger   | Theresa Breen     | Patti McKnight      | Audrey Frey         |                |
| 1999 | Unionville, Unionville Curling Club                | Kim Gellard       | Sherry Scheirich  | Sally Karam         | Allison Ross        | 9.             |
| 2000 | Ottawa, Riedeau Curling Club                       | Anne Merklinger   | Theresa Breen     | Patti McKnight      | Audrey Frey         |                |
| 2001 | Coldwater, Coldwater & District Curling Club       | Sherry Middaugh   | Janet Brown       | Andrea Lawes        | Sheri Cordina       |                |
| 2002 | Coldwater, Coldwater & District Curling Club       | Sherry Middaugh   | Janet Brown       | Andrea Lawes        | Sheri Cordina       |                |
| 2003 | Cambridge, Galt Country Club                       | Anne Dunn         | Lindy Marchuk     | Gloria Campbell     | Fran Todd           | 9.             |
| 2004 | Coldwater, Coldwater & District Curling Club       | Sherry Middaugh   | Kirsten Wall      | Andrea Lawes        | Sheri Cordina       |                |
| 2005 | Ottawa, Ottawa Curling Club                        | Jenn Hanna        | Pascale Letendre  | Dawn Askin          | Stephanie Hanna     |                |
| 2006 | Thunder Bay, Fort William Curling Club             | Krista Scharf     | Tara George       | Tiffany Stubbings   | Lorraine Lang       | 10.            |
| 2007 | Thunder Bay, Fort William Curling Club             | Krista Scharf     | Tara George       | Tiffany Stubbings   | Lorraine Lang       | 6.             |
| 2008 | Coldwater, Coldwater & District Curling Club       | Sherry Middaugh   | Kirsten Wall      | Kim Moore           | Andra Harmark       |                |
| 2009 | Thunder Bay, Fort William Curling Club             | Krista McCarville | Tara George       | Kari MacLean        | Lorraine Lang       | 6.             |
| 2010 | Thunder Bay, Fort William Curling Club             | Krista McCarville | Tara George       | Ashley Miharija     | Kari MacLean        |                |
| 2011 | Ottawa, Ottawa Curling Club                        | Rachel Homan      | Emma Miskew       | Alison Kreviazuk    | Lisa Weagle         | 4.             |
| 2012 | Sudbury, Idylwylde Golf and Country Club           | Tracy Horgan      | Jennifer Seabrook | Jenna Enge          | Amanda Gates        | 8.             |
| 2013 | Ottawa, Ottawa Curling Club                        | Rachel Homan      | Emma Miskew       | Alison Kreviazuk    | Lisa Weagle         |                |
| 2014 | Listowel, Listowel Curling Club                    | Allison Flaxey    | Katie Cottrill    | Lynn Kreviazuk      | Morgan Court        | 10.            |
| 2015 | Thornhill, Bayview Country Club                    | Julie Hastings    | Christy Trombley  | Stacey Smith        | Katrina Collins     | 6.             |

## Reprezentacja Ontario na Tournament of Hearts i mistrzostwach świata
Drużyny grające w barwach Ontario 5 razy sięgały po tytuł mistrzyń Kanady. Pierwszy raz miało to miejsce w 1986, kiedy uczyniła to Marilyn Darte. Okres przełomu lat 80. i 90. był jednym z najlepszych w historii curlingu w Ontario. Sukces został powtórzony w 1988 i 1990 przez Heather Houston i Alison Goring. Dodatkowo w 1989 Houston obroniła tytuł występując jako Team Canada. Złoty medal Tournament of Hearts wywalczyła Marilyn Bodogh (Darte to nazwisko po mężu) w 1996, na kolejny sukces trzeba było czekać 17 lat – w 2013 mistrzostwo wywalczyła Rachel Homan.
Podczas występów na mistrzostwach świata za każdym razem Kanadyjki plasowały się na podium. Dwukrotnie do tytułów mistrzyń globu sięgnęła w latach 1986 i 1996 Darte/Bodogh. Houston w 1988 brała udział w finale, jednak przegrała go na korzyść Niemek (Andrea Schöpp), rok później (wygrywając mistrzostwa Kanady jako obrońca) zdobyła upragnione złoto pokonując Trine Trulsen z Norwegii. W 1990 Goring wróciła z brązem.